# Leslie Reginald Cox
Leslie Reginald Cox (* 22. November 1897 in Islington; † 5. August 1965 in Herdon, Middlesex) war ein englischer Malakologe und Paläontologe.
Cox gewann 1916 ein Stipendium für die Universität Cambridge (Queen´s College), konnte wegen Wehrdienst im Ersten Weltkrieg aber erst 1919 das Studium beginnen. 1920 und 1921 gewann er erste Plätze in den Natural Science Tripos und erwarb 1925 den Master of Arts Abschluss. 1937 wurde er promoviert (Sc. D.). Ab 1922 war er am British Museum of Natural History, wo er anfangs Assistant Keeper 2. Klasse für fossile Mollusken (außer Ammoniten) war. 1930 wurde er Assistant Keeper 1. Klasse und 1961 Deputy Keeper für Paläontologie. 1963 ging er in den Ruhestand.
Cox galt als Autorität für fossile und rezente Mollusken und deren Systematik.
Er war Fellow der Royal Society (1950) und erhielt 1956 die Lyell Medal.
Er benannte 1960 die Schnecken-Überordnung Caenogastropoda. Cox war auch als Geologiehistoriker hervorgetreten, besonders zu William Smith. Seine Nachforschungen führten dazu, dass Anfang der 1940er Jahre in Oxford ein Teil des verloren geglaubten Nachlasses von Smith gefunden wurde.